# Corticaria laertes
Corticaria laertes es una especie de coleóptero de la familia Latridiidae.

## Distribución geográfica
Habita en Italia.